# Colquechaca
Colquechaca est une ville du département de Potosí en Bolivie, et le chef-lieu de la province de Chayanta. Sa population s'élevait à 1 816 habitants en 2001.